# Шпизен-Эльферсберг
Шпизен-Эльферсберг (нем. Spiesen-Elversberg) — община в Германии, в земле Саар.
Входит в состав района Нойнкирхен. Население составляет 13 183 человека (на 31 декабря 2013 года). Занимает площадь 11,40 км².
Община подразделяется на 2 сельских округа.

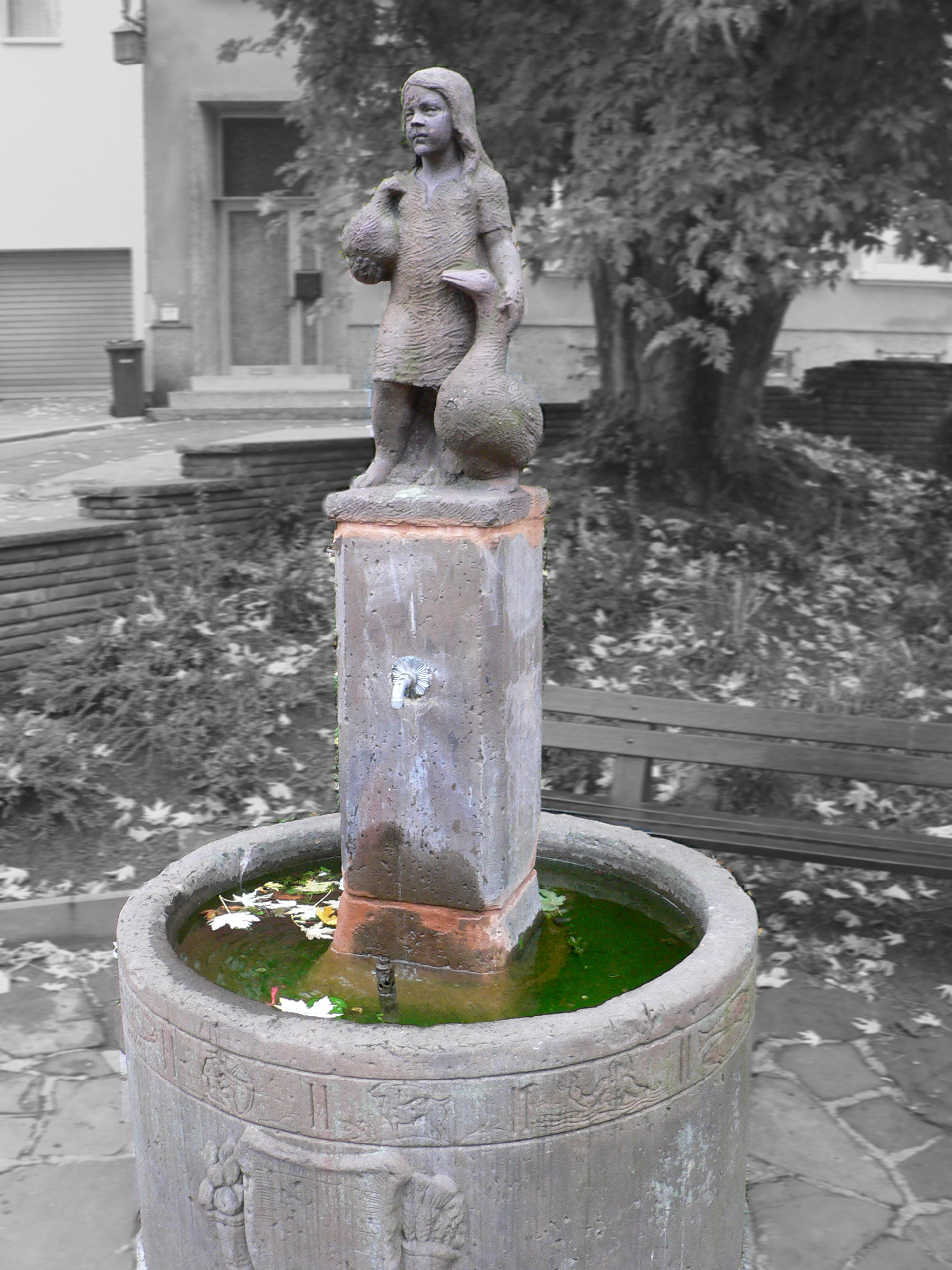
Шпизен-Эльферсберг